# Сянино (Удмуртия)
Ся́нино — деревня в Глазовском районе Удмуртии, в составе Кожильского сельского поселения.

## География
Деревня расположена на высоте 152 м над уровнем моря.
Улицы:
- Сянинская

## Население
1. Н/Д[5]

По состоянию на 2007 год население в деревне отсутствует.